# You're Not Sorry
You're Not Sorry è una canzone della cantante statunitense country pop Taylor Swift, pubblicata come singolo promozionale prima della pubblicazione del suo secondo album Fearless. Il singolo è stato pubblicato il 28 ottobre 2008 nel solo formato di download digitale dall'etichetta discografica Big Machine Records. Per aver venduto più di mezzo milione di copie, il singolo è stato certificato disco d'oro negli Stati Uniti.

## Successo commerciale
Dato che non è stato pubblicato come singolo, You're Not Sorry non ha ricevuto airplay, pertanto le posizioni raggiunte in classifica sono grazia alle vendite digitale. La canzone è entrata nella classifica dei singoli digitali più venduti alla seconda posizione e nella Billboard Hot 100 all'undicesima. Entrando in classifica a questa posizione, You're Not Sorry è stato il debutto più alto della settimana. La settimana dopo la canzone è escesa alla trentacinquesima posizione, per poi scomparire totalmente dalla classifica. È rientrata in classifica alla sessantasettesima posizione in seguito alla pubblicazione del remix, pubblicato in seguito della comparsa della Swift come guest star nel sedicesimo episodio della nona stagione di CSI - Scena del crimine.

## Tracce
Download digitale (Stati Uniti)
1. You're Not Sorry – 4:21

Download digitale - Remix (Stati Uniti)
1. You're Not Sorry (CSI Remix) – 4:22

## Classifiche
| Classifica (2008) | Posizione massima |
| ----------------- | ----------------- |
| Canada            | 11                |
| Stati Uniti       | 11                |

## You're Not Sorry (Taylor's Version)
In seguito alla controversia con la sua precedente casa discografica e la vendita dei master delle pubblicazioni precedenti al suo contratto con la Republic Records, Swift ha cominciato a ri-registrare tutta la sua discografia dal 2006 al 2019, includendo anche brani non inclusi in alcun album in studio. Ogni reincisione presenta la dicitura Taylor's Version nel titolo, per distinguerla dall'incisione originale e quindi dal master non di proprietà della cantautrice.
Il 9 aprile 2021 Taylor Swift ha ripubblicato il brano sotto il nome You're Not Sorry (Taylor's Version), incluso nell'album Fearless (Taylor's Version).